# Zavidovići
Zavidovići – miasto w Bośni i Hercegowinie, w Federacji Bośni i Hercegowiny, w kantonie zenicko-dobojskim, siedziba gminy Zavidovići. W 2013 roku liczyło 8174 mieszkańców, z czego większość stanowili Boszniacy.

## Współpraca
Miejscowość partnerska:
- Wiltz, Luksemburg